# 馬拉松之約
馬拉松之約（Meet with Marathon）是ING安泰人壽與風潮唱片公司在2005年針對ING台北國際馬拉松比賽打造的第二張音樂精選集。收錄ING台北國際馬拉松比賽主題音樂，並依照各種心情與目的，收錄了其他七首，在前一張專輯「跟著獅子跑，大家會更好」沒有登場的音樂。
而這張專輯也僅提供20000份，給安泰保戶、安泰關係企業同仁、2006年ING台北國際馬拉松比賽大會志工與兒童組優秀選手作為珍藏，且不對外進行販售，屬於企業專屬音樂專輯。

## 作曲及負責曲目
- 林海：1, 6, 7
- 螢火蟲：2
- 吳金黛：2, 3, 5, 8
- 董運昌：4, 5
- 范宗沛、徐清原、許紫庭、李欣芸、楊錦聰、王俊傑、林培禎：5

## 曲目一覽表
1. 追逐 （页面存档备份，存于）[3'50"]
  - 序曲：馬拉松之約
  - 選自專輯：蝶舞
  - 作曲、編曲、製作：林海／揚琴、吉他、蕭：黃雅詩
  - 2004年─2006年ING台北國際馬拉松比賽主題曲。
2. 鐵道之旅 [2'58"]
  - 目標：為人生而跑
  - 選自專輯：夏天來了
  - 作曲、鋼琴：螢火蟲／大自然錄音、音效設計：吳金黛
3. 森林狂想曲[永久][4'38"]
  - 選自專輯：森林狂想曲
  - 製作人：吳金黛／大自然音樂擷取：徐仁修、劉義驊、楊雅棠、吳金黛／演奏：范宗沛
  - 同名專輯「森林狂想曲」的主打音樂。
4. 山頂黑狗兄 [4'02"]
  - 選自專輯：陶笛飛行船
  - 後製：董運昌／陶笛演奏：游學志
  - 最早是法國民謠「The Alpine Milk man」，作曲者為Leslie Sarony。
  - 後為知名日本歌曲，作詞者為本牧二郎，並由中野忠晴翻唱。[永久]
  - 台灣之後出現台語版翻唱，由高金福作詞，先後有洪一峰、西卿、白冰冰、庾澄慶翻唱過此歌曲。
5. 在雷諾瓦花園 [3'02"]
  - 選自專輯：擁抱。愛。玫瑰
  - 製作人：許紫庭／作曲：范宗沛、董運昌、吳金黛、徐清原、許紫庭、李欣芸、楊錦聰、王俊傑、林培禎
  - 該專輯曾獲得2003 Taipei Spa Show指定專輯
6. 蝶舞 [2'18"]
  - 選自專輯：蝶舞
  - 作曲、編曲、製作：林海／揚琴、吉他、蕭：黃雅詩
  - 同名專輯「蝶舞」主打音樂之一。
7. 左右 [4'23"]
  - 選自專輯：蝶舞
  - 作曲、編曲、製作：林海／揚琴、吉他、蕭：黃雅詩
8. 夏夜晚風 （页面存档备份，存于）[3'24"]
  - 選自專輯：青蛙四季唱遊
  - 監製：楊錦聰／音樂總監：吳金黛／策劃指導：楊懿如

## 資料來源
1. 安泰人壽：《2005安泰人壽保戶生日禮宴活動：馬拉松之約》，http://www.inglife.com.tw/ingantai/home/item01.asp?DocID=25052&idx=25052 （页面存档备份，存于） ，2005年6月。
2. 風潮唱片：《合作案例（ING國際馬拉松專輯）》，https://web.archive.org/web/20060411210846/http://www.wind-records.com.tw/shop/stores_App/service/b2b/new/title_4.htm ，2005年8月23日。